# Glycera gigantea
Glycera gigantea är en ringmaskart som beskrevs av Jean Louis Armand de Quatrefages de Bréau 1866. Glycera gigantea ingår i släktet Glycera och familjen Glyceridae. Arten har ej påträffats i Sverige. Inga underarter finns listade i Catalogue of Life.